# ایسیاکا کاماته
ایسیاکا کاماته (انگلیسی: Issiaka Kamate؛ زادهٔ ۲ اوت ۲۰۰۴) بازیکن فوتبال اهل فرانسه است.